# Oberlaimbach (Scheinfeld)
Oberlaimbach (fränkisch: Oubalaabach) ist ein Gemeindeteil der Stadt Scheinfeld im Landkreis Neustadt an der Aisch-Bad Windsheim (Mittelfranken, Bayern). Die Gemarkung Oberlaimbach hat eine Fläche von 3,557 km². Sie ist in 404 Flurstücke aufgeteilt, die eine durchschnittliche Fläche von 8803,23 m² haben. In ihr liegt neben dem namensgebenden Ort der Gemeindeteil Vettermühle.

## Lage
Das Kirchdorf liegt auf freier Flur. Im Ort fließt die Bibart mit der Scheine zum Laimbach zusammen. Die Bundesstraße 8 führt nach Markt Bibart (2,5 km westlich) bzw. nach Langenfeld (4,2 km südöstlich). Die Staatsstraße 2421 zweigt von B 8 ab und führt nach Hohlweiler (1,2 km nördlich). Die Kreisstraße NEA 30 zweigt ebenfalls von der B 8 ab und führt nach Ullstadt zur Staatsstraße 2256 (2,8 km südlich).

## Geschichte
Bei Oberlaimbach oder Unterlaimbach, am Laimbach, wurde 816 das Kloster Megingaudshausen gegründet. Es bestand bis ungefähr 877 und wurde in diesem Jahr nach Münsterschwarzach am Main verlegt. Sein erster Abt war Teutgarius. Oberlaimbach wurde erstmals 912 mit der Übergabe von Gütern König Konrads I. an Bischof Dracholf als „leimbah“ urkundlich erwähnt. Im Ort gab zu dieser Zeit bereits ein Schloss. Mit der Errichtung eines weiteren Schlosses im Jahr 1357 in Unterlaimbach kam es erstmals zur Unterscheidung zwischen Oberlaimbach und Unterlaimbach. Die Pfarrkirche St. Peter und Paul wurde bereits im 15. Jahrhundert errichtet. Mit seiner Herrschaft, den Grafen von Castell, wurde im Rahmen der Reformation Oberlaimbach wahrscheinlich erst 1546 evangelisch.
Im Jahre 1806 kam Oberlaimbach zum Königreich Bayern. Im Rahmen des Gemeindeedikts wurde oberlaimbach dem Steuerdistrikt Scheinfeld zugeordnet. Mit dem Zweiten Gemeindeedikt (1818) entstand die Ruralgemeinde Oberlaimbach, zu der Vettermühle gehörte. Sie war in Verwaltung und Gerichtsbarkeit dem Landgericht Markt Bibart zugeordnet und in der Finanzverwaltung zunächst dem Rentamt Scheinfeld, nach dessen Auflösung im Jahr 1818 dem Rentamt Iphofen. Ab 1862 war das Bezirksamt Scheinfeld für die Verwaltung (1939 in Landkreis Scheinfeld umbenannt) und ab 1879 das Rentamt Markt Bibart für die Finanzverwaltung zuständig (1919–1929: Finanzamt Markt Bibart, von 1929 bis 1972: Finanzamt Neustadt an der Aisch, seit 1972: Finanzamt Uffenheim). Die Gerichtsbarkeit blieb bis 1879 beim Landgericht Markt Bibart, von 1880 bis 1973 war das Amtsgericht Scheinfeld zuständig, seitdem ist es das Amtsgericht Neustadt an der Aisch. 1964 hatte die Gemeinde eine Gebietsfläche von 3,536 km². Am 1. Januar 1972 wurde Oberlaimbach im Zuge der Gebietsreform in Bayern nach Scheinfeld eingemeindet.

### Baudenkmäler
In Oberlaimbach gibt es vier Baudenkmäler:
- Haus Nr. 10: Ehemaliges Wohnstallhaus
- Haus Nr. 13: Gasthaus Adler
- Haus Nr. 15: Pfarrhaus
- Haus Nr. 19: St. Peter und Paul, evangelische Pfarrkirche

ehemalige Baudenkmäler
- Haus Nr. 2: Stattliches zweigeschossiges Satteldachhaus, im Türsturz bezeichnet „18 Georg Brand 17“. Verputzter Quaderbau von drei zu sechs Achsen, mit Giebelseite zur Straße. Geknickte Eckvorlagen, profiliertes Gurtgesims und gotisierend profilierte Fensterrahmen mit Sohlbank.[16]
- Haus Nr. 5b: Erdgeschossiges Wohnstallhaus, erste Hälfte des 19. Jahrhunderts, von drei zu drei Achsen im Wohnteil. Verputzter Massivbau mit Giebel zur Straße; das profilierte steinerne Traufgesims läuft an der Giebelsohle weiter. Geknickte Eckpilaster mit profilierter Deckplatte.[16]
- Haus Nr. 11: Stattliches verputztes Giebelhaus, 1802 erbaut; das massive Erdgeschoss in Fachwerk. Giebelseite dreiachsig, im Giebel gekoppeltes kleines Fenster und Aufzugsluke. Tür an der Traufseite mit Oberlicht; in dessen Keilstein Kartusche bezeichnet „Moriz Sboko 1802“. Gleichzeitig Tür mit Mittelpilaster; kannelierte Sockelfelder, in den oberen Feldern Blattgirlanden.[16]
- Haus Nr. 26: Erdgeschossiges Wohnstallhaus, erste Hälfte des 19. Jahrhunderts. Verputzter Massivbau von drei zu fünf Achsen, mit Krüppelwalmdach. Unbewohnt.[16]
- Felsenkeller am östlichen Ortsausgang, südlich der Straße nach Neustadt/Aisch, vor dem neuen Friedhof. 19. Jahrhundert. Drei liegen unten, fünf oberhalb am Hang. Alle haben Quaderfronten mit rundbogigen Eingängen. Die tonnengewölbten Stollen der unteren Keller sind horizontal geführt, die der oberen schräg nach unten.[16]

### Bodendenkmäler
In der Gemarkung Oberlaimbach gibt es vier Bodendenkmäler.

### Einwohnerentwicklung
Gemeinde Oberlaimbach
| Jahr      | 1818   | 1840   | 1852   | 1855   | 1861   | 1867   | 1871   | 1875   | 1880   | 1885   | 1890   | 1895   | 1900   | 1905   | 1910   | 1919   | 1925   | 1933   | 1939   | 1946   | 1950   | 1952   | 1961   | 1970   |
| Einwohner | 148    | 180    | 154    | 157    | 157    | 163    | 156    | 155    | 178    | 155    | 144    | 142    | 136    | 137    | 120    | 128    | 130    | 138    | 150    | 268    | 246    | 232    | 158    | 139    |
| Häuser    | 29     | 30     |        |        |        |        | 31     |        |        | 30     | 29     |        | 29     |        |        |        | 28     |        |        |        | 26     |        | 31     |        |
| Quelle    | [ 10 ] | [ 18 ] | [ 19 ] | [ 19 ] | [ 20 ] | [ 21 ] | [ 22 ] | [ 23 ] | [ 24 ] | [ 25 ] | [ 26 ] | [ 19 ] | [ 27 ] | [ 19 ] | [ 28 ] | [ 19 ] | [ 29 ] | [ 19 ] | [ 19 ] | [ 19 ] | [ 30 ] | [ 19 ] | [ 12 ] | [ 31 ] |

Ort Oberlaimbach
| Jahr      | 001818 | 001840 | 001861 | 001871 | 001885 | 001900 | 001925 | 001950 | 001961 | 001970 | 001987 |
| Einwohner | 141    | 172    | *157   | 145    | 147    | 130    | 124    | 239    | 155    | 132    | 109    |
| Häuser    | 28     | 29     |        |        | 29     | 28     | 27     | 25     | 30     |        | 32     |
| Quelle    | [ 10 ] | [ 18 ] | [ 20 ] | [ 22 ] | [ 25 ] | [ 27 ] | [ 29 ] | [ 30 ] | [ 12 ] | [ 31 ] | [ 1 ]  |

## Religion
Oberlaimbach ist Sitz der Pfarrei St. Peter und Paul, die seit der Reformation evangelisch-lutherisch ist.